# الإسبانية الإنجليزية (رواية)
الإسبانية الإنجليزية (بالإسبانية: La española inglesa)‏ هي عمل أدبي لميغيل دي ثيربانتس. ويتناول رواية بيزنطية نُشرت عام 1613 في المجموعة التي تضم اثني عشر رواية قصيرة كُتبت بين عامي 1590 و1612 والتي تسمى بالروايات النموذجية.

## محتوى الرواية
تتناول الرواية اختطاف فتاة تُدعى إيزابيلا وهي واحدة من الأسرى التي جلبها الإنجليزيون من قادس، وأيضاً أسر شاب يُدعى ريكاريدو من قِبل الأتراك، وتحكي أيضاً عن عودة إيزابيلا إلى أبويها الحقيقين، وفي النهاية تم التقاء المحبين.إنها رواية مسلية جداً على الرغم من أنها ممتلئة بزوايا مظلمة ومرعبة.ومن خلالها تكشف لنا مايمكن أن يفعله إنسان من خطأ لكي يحصل على ما يريد، وما يفعله من خير مع المعاناة.وهي رواية رائعة لا ينبغي تفويتها، فبطبيعة الحال فهي تساعد الشباب على فهم تطور الأدب العالمي.

## تعريف الروايات النموذجية
هي سلسلة من الروايات القصيرة والتي كتبها ميغيل دي ثربانتس بين عامي 1590 و1612.ولقد نشرها خوان دي لا كويستا عام 1613 في مدريد.وكانت في البداية تسمى روايات نموذجية للترفيه الأكثر صدقاً.وتتكون من اثني عشر قصة قصيرة وتسير على نهج النموذج المتبع في إيطاليا.وسميت بالنموذجية لأنها أول نموذج للروايات باللغة القشتالية(الإسبانية) يتبع طابعا تعليميا وأخلاقيا.

## حبكة الرواية
تبدأ الرواية بعمل تمردي حيث أن كلوتالدو والد ريكاريدو أخذ إيزابيلا إلى لندن ، كان كلوتالدو وأسرته من الكاثوليكيين الذين يعيشون في إنجلترا.وقع ريكاريدو في حب إيزابيلا بينما كان والدي ريكاريدو يخططون لزواجه من فتاة اسكتلندية. وتبدأ الانفصالات المتعددة بين ريكاريدو وإيزابيلا، حيث أن ريكاريدو يجب أن يخرج في رحلة استكشافية ويعود بالعديد من المجوهرات ليقدمها للملكة، ونجد أن هناك والدة شاب آخر كان يحب إيزابيلا قد قررت أن تَسُم إيزابيلا لأن الملكة لم تعطه الإذن ليتزوج من إيزابيلا.لكنها لم تَمُت بل لقد تشوّهت بشكل فظيع، وعلى الرغم من ذلك استمر ريكاريدو في حبه لها حيث اعتبر أن الجمال هو الجمال الداخلي بالفضائل الحميدة.لقد قرر ريكاريدو أن يخرج من إنجلترا ويذهب في رحلة إلى إيطاليا لكي لا يتزوج من الاسكتلندية.عادت إيزابيلا إلى إسبانيا مع والديها للتعافي من آثار السموم واسترداد صحتها، ريكاريدو قال لها أن تنتظره سنتين .وفي هذا الوقت كان ريكاريدو مسجونا في الجزائر حيث تم أسره على يد الأتراك.لكنه في النهاية عاد إلى إشبيلية حتى يمنع إيزابيلا من أن تكون راهبة وقام بالزواج منها.

## الشخصيات
الشخصيات الأكثر أهمية في الرواية هم ريكاردو وإيزابيلا وكلوتالدو وكاتالينا والملكة ووالدا إيزابيلا.ريكاردوهو ابن كلوتالدو والذي سيقع في حب إيزابيلا ولكي يصل إليها، عليه التغلب علي العقبات، والسفر عبر البحر الأبيض المتوسط لمحاربة الأتراك، والوصول سالماً إلى إسبانيا.وهو رجل مسيحي، حسن السير والسلوك وأفكاره واضحة.إيزابيلا هي امرأة جميلة تم اختطافها من قبل كلوتالدو وهي شقراء ذات بشرة بيضاء، وفي لحظة ما ستفقد جمالها ولكن ستظل بشخصيتها التي تتمتع بالأفكار الواضحة والصادقة.كلوتالدو وكاتالينا هما والدا ريكاردو وهما اللذان قاما بتعليم وتثقيف إيزابيلا.وهم أثرياء، وكان كلوتالدو فارساً.الملكة هي امرأة قوية جداً ودائماً تتصرف بقصد الحصول على منفعة ولكن هي دائما تفي بكلمتها.والدا إيزابيلاهما زوجان إسبان وهم فقراء، وأملهم الوجيد التواجد مع ابنتهم متمنين لها التوفيق.

## المكان
المكان لا يكتسب أهمية كبيرة في هذه الرواية، نظراً لأن الأماكن التي تتطور فيها الأحداث لم تؤثر تقريباً على الأشخاص. ظهرت الأماكن المفتوحة كالشارع حيث كان سيتم إدراج إيزابيلا كراهبة والمطبخ و أخرى مفتوحة كالقصر الملكي، وبيت كلوتالدو.

## الوقت
مدة الأحداث تشغل سنوات عديدة، منذ اختطاف إيزابيلا وحتى زواج ريكاريدو من إيزابيلا. و دائماً الوقت يؤثر في سرد الأحداث.

## كاتب الرواية
هو ميغيل دي ثربانتس ولد عام 1547 في ألكالا دي ايناريس في مدريد بإسبانيا،وهو كاتب إسباني اشتهر بروايته دون كيخوطي دي لا مانتشا.
تركت حياة ثربانتس الحافلة بالأحداث أثرا بليغاً في أعماقه، وتجلى ذلك في طغيان روح السخرية والدعابة على أعماله.يعتبر من بين أشهر الشخصيات الإسبانية في العالم، وقد كرمته بلاده فوضعت صورته على قطعة ال50 سنتاً الجديدة.كما اعتبر واحداً من أبرز الأدباء الإسبان في القرن السابع عشر.نشر أول رواية خيالية تدور حول حياة الرعاة عام 1585 م مكتوبة بالشعر والنثر أسماها (لا غالاتيا) كتب بين عامي 1585 - 1588 أكثر من عشرين مسرحية لم يبق منها سوى مسرحيتان، كما ألف كثيراً من الشعر.قضى معظم حياته في العصر الذهبي في إسبانيا عندما كانت سفنها غنية ويتكلم المثقفون لغتها وأدبها معروف في أنحاء أوروبا لكنه لم يذق طعم الازدهار والرخاء وتوفي في 23 نيسان 1616 م مات فقيراً معدماً ولم يتذوق طعم الشهرة التي نالها بعدئذ.استطاع ثربانتس أن يفتح أبواب العالم وينير العقول، كما قام بنشر تجربته الخاصة وتعميمها.

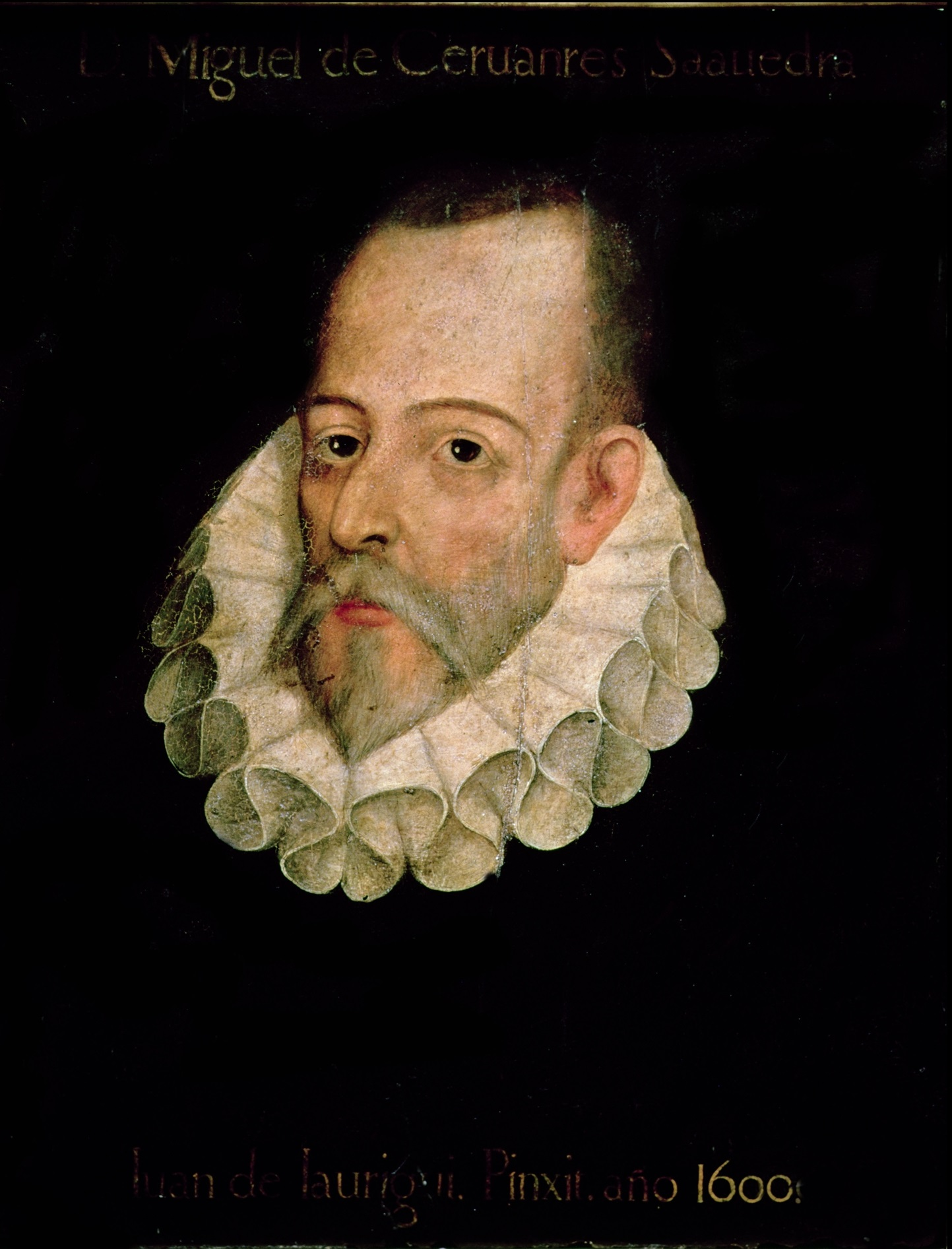
ميغيل دي ثربانتس

## اقرأ أيضا
- دون كيخوطي
- قوة الدم
- الغيور الإكستـريمادوري
- حوار الكلاب
- الغجرية
- لا جالاتيا
- أعمال بيرسيليس وسيخيسموندا
- لا جالاتيا
- العذراوات الاثنان